# Димитрий I Константинополски
Димитрий I Константинополски (на гръцки: Πατριάρχης Δημήτριος със светско име Дими́триос Пападо́пулос на гръцки: Δημήτριος Παπαδόπουλος) е православен епископ, 269-ти вселенски патриарх в Цариград за две десетилетия през 1970-те и 1980-те години. Избран за вселенски патриарх с решителната подкрепа на турското правителство, въпреки че при избора му е считан за аутсайдер. През втората половина на август 1987 г., по време на перестройката, посещава СССР. Последният вселенски патриарх посетил Москва преди него е Йеремия II Константинополски през 1589 г.
Вселенски патриарх от 16 юли 1972 г. до 2 октомври 1991 г. Постъпва в Халкинската семинария през 1931 г. и се дипломира през 1937 г. със защита на дипломна работа на тема „Възкресението Господне и възраженията срещу него“. Преди ВСВ служи в различни епархии на разни длъжности, сред които и в храма „Св. св. Константин и Елена“ в Истанбул.  
След края на ВСВ, от юли 1945 г. е настоятел на гръцката църква в Техеран, преподавайки старогръцки език в Техеранския университет. На 23 юли 1964 г. с решение на Светия Синод на Константинополската православна църква е избран за Елейски епископ и викарий на Константинополсканта архиепископия, след което на 9 август е хиротинисан. 
От 15 февруари 1972 г. е Имброски и Тенедоски митрополит, след което изненадващо на 16 юли е избран за Вселенски патриарх. Патриаршеството му е известно като либерално в периода на разведряване между Запада и Изтока. Прави редица посещения и срещи с духовни и църковни глави от различни конфесии от цял свят. 